# Antonius Schorus
Antonius Schorus of van Schore, (Hoogstraten, 1525 – Lausanne (stad), 1552) was filoloog in de 16de eeuw. 
Hij gaf les in Straatsburg in de school van Johannes Sturm. Later ging hij naar Heidelberg (Duitsland) waar hij in 1550 onder zijn leerlingen het controversieel stuk “Eusebia sive Religio” liet opvoeren. Omdat dit sterk aanleunde bij de protestantse beweging werd hij vervolgd. Enkele leerlingen werden zelfs gevangen genomen. Sommige tegenstanders wilden hem ter dood laten veroordelen. Zelfs Karel V werd op de hoogte gebracht van zijn daden. Schorus sloeg noodgedwongen op de vlucht naar Zwitserland. Enkele jaren later stierf hij in 1552 in Lausanne.
Ondanks dat hij niet ouder werd dan 27 jaar, schreef hij als auteur of coauteur 42 werken onder zijn Latijnse naam Antonio Schoro. Een voorbeeld van een titel is: "De Ratione Discendæ Docendæque linguae Latinæ & Græcæ", "De reden voor het leren en onderwijzen van de Latijnse en Griekse taal". Hij was een echt humanist.